# 永清街道
永清街道，是中华人民共和国内蒙古自治区通辽市科尔沁区下辖的一个乡镇级行政单位。

## 行政区划
永清街道下辖以下地区：
天王社区、西苑社区、新街社区、学苑社区、育才社区、巴黎之春社区、东方社区和水岸春城社区。